# Фонд заработной платы
Фонд заработной платы — это общая сумма затрат, направленных на оплату труда работников и выплат социального характера. Фонд заработной платы формируется из всех выплат, связанных с выполнением трудовых обязанностей.
В фонд заработной платы включатся оплата труда всех работников, независимо от того была она предусмотрена или нет и независимо от источников финансирования. Фонд заработной платы включает начисленную заработную плату в том числе и удержания из заработной платы, включая подоходный налог. Фактически, с учётом удержаний, работникам выдается меньшая сумма. Кроме денежной оплаты фонд заработной платы также может включать натуральную оплату, которая оценивается по государственным розничным ценам.
Плановый размер фонда заработной платы устанавливается в соответствии с численностью рабочей силы, которая необходима для выполнения производственной программы, по категориям персонала, занятого по видам деятельности.

### Состав фонда заработной платы
В фонд заработной платы включаются:
- Оплата труда в денежной/натуральной форме (за отработанное и неотработанное время);
- Премии, поощрительные выплаты;
- Стимулирующие доплаты и надбавки;
- Компенсационные выплаты в связи с условиями и режимом труда;
- Компенсационные выплаты регулярного характера (питание, кварплата, топливо и т. д.).

В фонд заработной платы не включаются стипендии, пенсии, единовременные денежные премии из специальных фондов, подъемные, суточные, пособия по социальному страхованию, стоимость специальной одежды.
При анализе фонда заработной платы сравниваются плановый и фактический размер фонда, используются затратный и нормативный подходы, применяется индексный метод.